# Сважендз
Сважендз (пол. Swarzędz) — город в Польше, входит в Великопольское воеводство, Познанский повят. Имеет статус городско-сельской гмины. Занимает площадь 8,16 км². Население 29.635 человек (на 2005 год). По-немецки город назывался Шверзенц.

## История

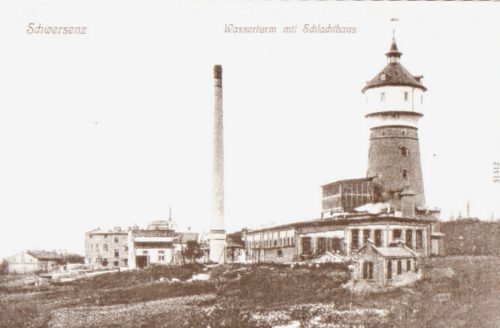
Башня

Название города предположительно происходит от имени славянского бога Сварога. Город был основан в XIV веке. Из-за удобного местоположения между Мазовией и Познанью город интенсивно развивался. В 1793 году в результате второго раздела Речи Посполитой город отошел Пруссии. В 1807 — 1815 годах — в составе Варшавского герцогства. В 1815 году вернулся в состав Пруссии. В 1887 году город был соединен железной дорогой Познань — Вжесня. В 1906 — 1907 годах , вдохновившись вжесненским школьным бойкотом, польские школьники устроили аналогичную акцию в знак протеста против германизации. В результате Великопольского восстания (1918—1919) весь край присоединился к Польше.

## Достопримечательности
- Музей пчеловодства — музей под открытым небом.

## Знаменитые уроженцы
- Зиверт, Роберт (1887—1973) — деятель немецкого рабочего движения, политик, антифашист, узник концентрационных лагерей Третьего Рейха, участник движения сопротивления в Бухенвальде.
- Фишер, Анджей (род. 1952) — польский футболист
- Яффе, Филипп (1819—1870) — немецкий историк